# Bagad Keriz
Le Bagad Keriz est une formation orchestrale de musique bretonne créée en 1980 et basée à Clichy dans les Hauts-de-Seine. Keriz signifie « citadins » en breton. Il représente la musique bretonne d’un bagad hors des frontières de la Bretagne. Il évolue actuellement en 5e catégorie du championnat national des bagadoù.

## Histoire
Au début du XXe siècle, avec la création des lignes SNCF vers l'ouest, la région parisienne connait une forte immigration bretonne. Deux musiciens bretons « émigrés » fondent un bagad en 1980 en banlieue parisienne, qui adhère dès sa création à la fédération des sonneurs de Bretagne Bodadeg ar Sonerion. Trois ans plus tard, le Bagad Keriz s'impose en 3e catégorie du championnat national des bagadoù en devenant Champion de Bretagne. Depuis, il participe chaque année aux deux concours du championnat, dont la 2de épreuve se déroule au Festival interceltique de Lorient. En 1992, il obtient le titre de Champion de Bretagne de seconde catégorie. En 1995, il accède à « l’élite » des bagadoù où il est le seul groupe de 1re catégorie résidant hors de Bretagne. En 1999, il décide de concourir en 2e catégorie pour consacrer plus de temps à la formation. En 2002, il remporte le concours de Lorient et se place 4e au championnat des bagadoù de 2e catégorie. Il le remporte à nouveau le concours en 2006. Parmi ses penn-soner, Loïc Taillebrest, Alan Paubert, Camille Gontier, Daniel Couëpel, Gilles Marcon, etc. ont participé à l'évolution du groupe, par de nouvelles compositions par exemple.

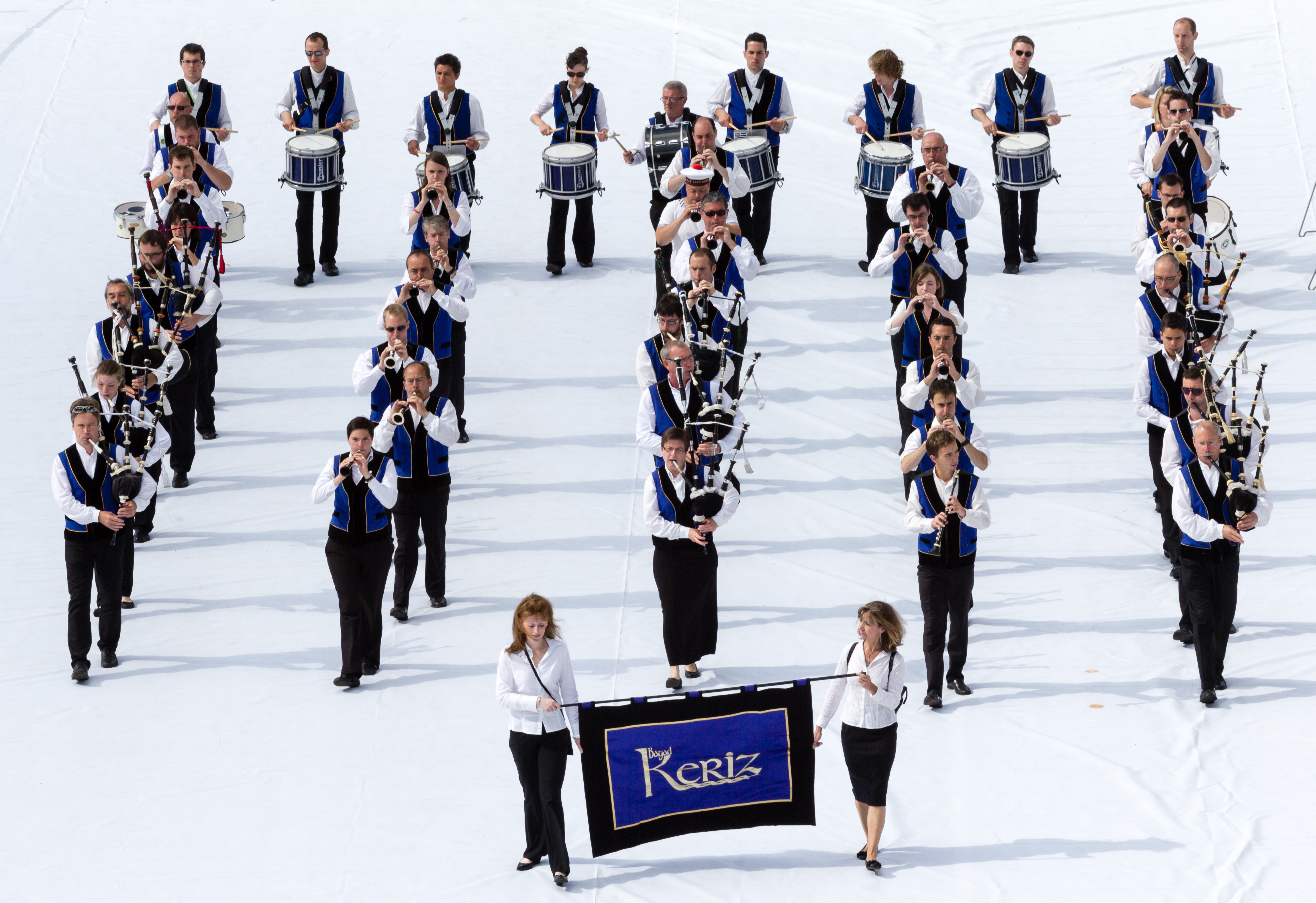
Arrivée de la grande parade du Festival interceltique de Lorient 2012

Le Bagad Keriz se produit en région parisienne et même à l’étranger (Odense au Danemark, Benelux…). En 2000, il joue à l'Olympia aux concerts d’Hugues Aufray. En 2003, il accompagne le groupe corse I Muvrini en tournée en France (Zénith de Paris, Vienne, Lorient…). En 2007, il défile sur les Champs-Élysées lors de la Breizh Touch. En 2011, il participe à deux émissions télévisées enregistrées au Palais des sports et diffusées sur TF1 (La chanson de l'année, Génération 90).

## Discographie

### Participations
- 2004 : Anthologie des Bagadoù (2CD Coop Breizh)
- 1988 : Première bordée de Soldat Louis

## Résultats en championnat

### Championnat national des bagadoù
| Année      | 1982         | 1983         | 1984         | 1985         | 1986         | 1987         | 1988         | 1989         |
| ---------- | ------------ | ------------ | ------------ | ------------ | ------------ | ------------ | ------------ | ------------ |
| Classement | ?            | 1er          | ?            | ?            | ?            | ?            | ?            | ?            |
| Catégorie  | 3e catégorie | 3e catégorie | 2e catégorie | 2e catégorie | 2e catégorie | 2e catégorie | 2e catégorie | 2e catégorie |

| 1990         | 1991         | 1992         | 1993         | 1994         | 1995         | 1996          | 1997          | 1998          | 1999         |
| ------------ | ------------ | ------------ | ------------ | ------------ | ------------ | ------------- | ------------- | ------------- | ------------ |
| ?            | ?            | 1er          | ?            | ?            | ?            | ?             | ?             | ?             | ?            |
| 2e catégorie | 2e catégorie | 2e catégorie | 2e catégorie | 2e catégorie | 2e catégorie | 1re catégorie | 1re catégorie | 1re catégorie | 2e catégorie |

| 2000         | 2001         | 2002         | 2003           | 2004           | 2005           | 2006           | 2007           | 2008           | 2009           |
| ------------ | ------------ | ------------ | -------------- | -------------- | -------------- | -------------- | -------------- | -------------- | -------------- |
| ?            | ?            | 4e           |                |                |                | 4e             |                |                | 5e             |
| 2e catégorie | 2e catégorie | 2e catégorie | 2e catégorie A | 2e catégorie B | 2e catégorie B | 2e catégorie B | 2e catégorie A | 2e catégorie B | 2e catégorie A |

| 2010         | 2011         | 2012         | 2013         | 2014         | 2015         | 2016         | 2017         | 2018         | 2019         |
| ------------ | ------------ | ------------ | ------------ | ------------ | ------------ | ------------ | ------------ | ------------ | ------------ |
| 8e           | 10e          | 11e          | 10e          | 1er          | absent       | 9e           | 12e          | 4e           | absent       |
| 2e catégorie | 2e catégorie | 2e catégorie | 2e catégorie | 3e catégorie | 2e catégorie | 2e catégorie | 2e catégorie | 3e catégorie | 3e catégorie |

| 2020         | 2021         | 2022         | 2023         | 2024         | 2025 | 2026 | 2027 | 2028 | 2029 |
| ------------ | ------------ | ------------ | ------------ | ------------ | ---- | ---- | ---- | ---- | ---- |
| annulé       | annulé       | absent       | absent       | 2e           |      |      |      |      |      |
| 3e catégorie | 3e catégorie | 3e catégorie | 3e catégorie | 5e catégorie |      |      |      |      |      |

### Palmarès du bagad Keriz
| Titres en tournois de bagadoù                                                                        | Autre Titre |
| - Championnat national des bagadoù : - Vainqueur : - 3e catégorie : 1983, 2014 - 2e catégorie : 1992 |             |